# Заставе Северне Америке
Ово је чланак са сликама застава северноамеричких држава и међународних организација којима неке од њих припадају.

## Међународне организације
- Застава Застава Карипске заједнице

## Северна Америка
- Застава Бермуда (Уједињено Краљевство)
- Застава Канаде
Видети још: Списак канадских застава
- Застава Гренланда (Данска)
- Застава Мексика
- Незванична Застава Светог Пјера и Микелона (Француска)
- Застава Сједињених Америчких Држава
Видети још: Заставе Сједињених Америчких Држава

### Кариби
- Застава Антигве и Барбуде
- Застава Арубе (Холандија)
- Застава Бахама
- Застава Барбадоса
Видети још: Списак застава Барбадоса
- Застава Британских Девичанских Острва (Уједињено Краљевство)
- Застава Кубе
- Застава Доминике
- Застава Доминиканске Републике
- Застава Гренаде
- Незванична Застава Гвадалупеа (Француска)
- Застава Хаитија
- Застава Јамајке
Види још: Списак застава Јамајке
- Застава Мартиника (Француска)
- Застава Монсерата (Уједињено Краљевство)
- Застава Холандских Антила (Холандија)
- Застава Порторика (САД)
Видети још: Заставе Порторика
- Застава Светог Китса и Невиса
- Застава Свете Луције
- Застава Светог Винсента и Гренадина
- Застава Тринидада и Тобага
- Застава Туркса и Каикос острва (Уједињено Краљевство)
- Застава Америчких Девичанских Острва (САД)

### Централна Америка
- Застава Белизеа
- Застава Костарике
- Застава Ел Салвадора
- Застава Гватемале
- Застава Никарагве
- Застава Панаме